# Umweltprämie

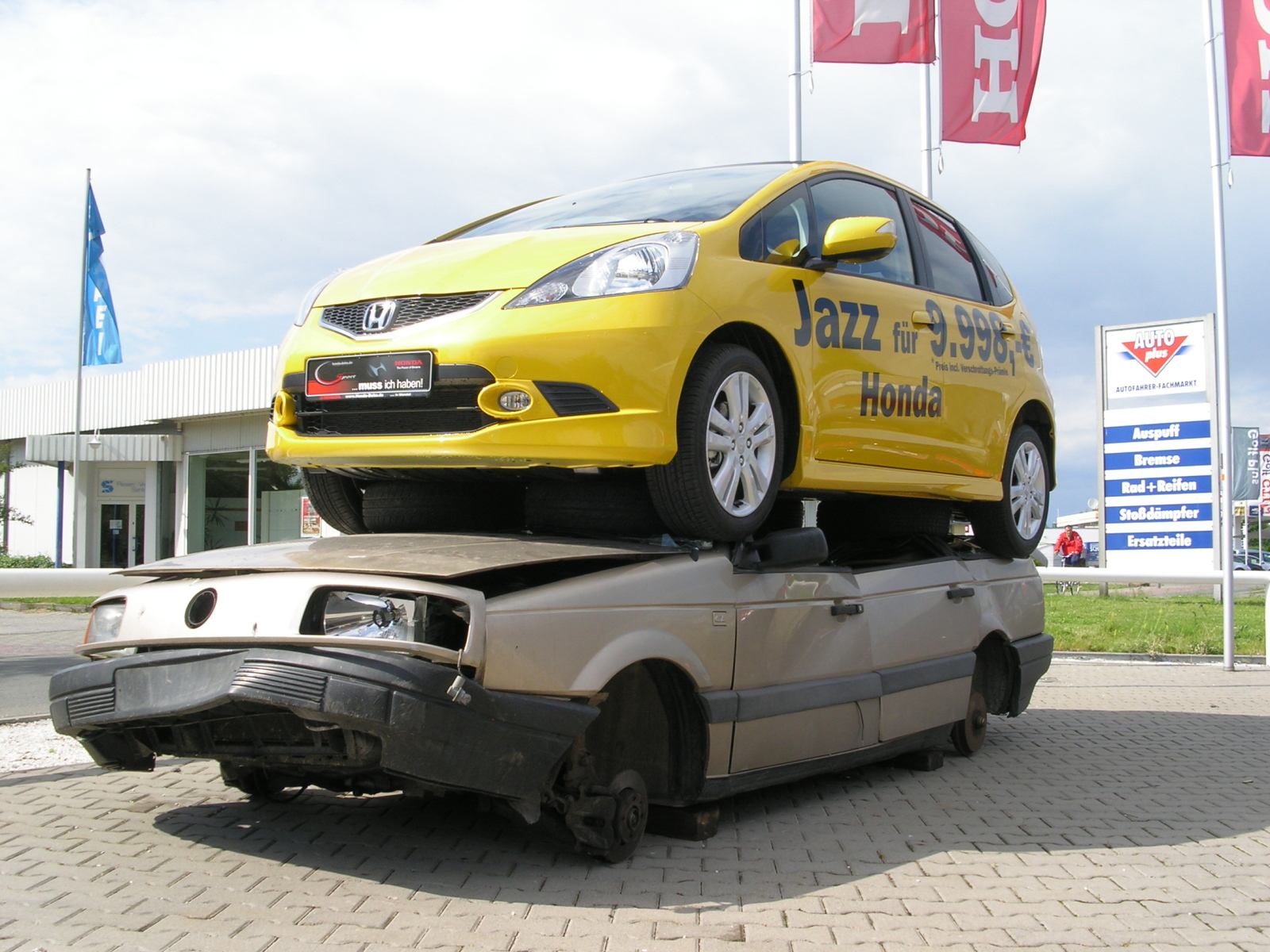
Werbung eines Autohändlers für die Umweltprämie, Juni 2009

Die Umweltprämie, auch Abwrackprämie, war 2009 eine staatliche Prämie in Höhe von 2.500 Euro, die in Deutschland unter bestimmten Voraussetzungen gewährt wurde, wenn ein altes Kraftfahrzeug verschrottet und ein Neuwagen oder Jahreswagen zugelassen wurde. Die Prämie wurde 2009 im Rahmen des Konjunkturpakets II eingeführt. Sie wurde zum Teil aus dem Investitions- und Tilgungsfonds finanziert, einem Sondervermögen des Bundes. Ab dem 2. September 2009 wurden keine Anträge mehr angenommen, weil die von 1,5 Mrd. auf 5 Mrd. Euro erhöhten Finanzmittel erschöpft waren.
Verschrottungsprämien für Kraftfahrzeuge gibt es auch in anderen Ländern. Der Ausdruck „Abwrackprämie“ wurde am 18. Dezember 2009 von der Gesellschaft für deutsche Sprache zum Wort des Jahres 2009 gewählt.

## Ziele
Die Umweltprämie sollte zum einen die Nachfrage nach Kraftfahrzeugen fördern und damit der Automobilindustrie helfen, die zusammen mit den mit ihr verbundenen Händlernetzen infolge eines dramatischen Rückgangs der Verkaufszahlen von Neuwagen während der Finanzkrise 2007 global in Turbulenzen geraten war.
Zum anderen sollte die Umweltprämie dazu beitragen, die Fahrzeugflotte zu erneuern und damit die Schadstoffbelastung der Luft senken. Die Auswirkungen der Umweltprämie auf beide Ziele sind umstritten.

## Voraussetzungen
Die Prämie wurde auf Antrag vom Bundesamt für Wirtschaft und Ausfuhrkontrolle (BAFA) ausgezahlt. Voraussetzungen waren:
- Der zur Verfügung gestellte Finanzrahmen von zuletzt 5 Mrd. Euro wurde Ende 2009 ausgeschöpft.
- Antragsteller ist eine Privatperson.
- Ein Pkw wurde vor mindestens neun Jahren erstmals zugelassen und zwischen dem 14. Januar 2009 und 30. Juni 2010 gemäß Altfahrzeugverordnung verschrottet.
- Der Antragsteller war mindestens ein Jahr Halter des Pkw.
- Der Antragsteller erwirbt einen Neu- oder Jahreswagen zwischen 14. Januar und 31. Dezember 2009 und lässt ihn bis zum 30. Juni 2010 zu.
- Der Neu- oder Jahreswagen entspricht mindestens der Abgasnorm „Euro 4“.

Als Jahreswagen gilt ein Pkw, der „längstens 14 Monate einmalig auf einen Kfz-Hersteller, dessen Vertriebsorganisationen oder dessen Werksangehörigen, einen Kfz-Händler, eine herstellereigene Autobank, ein Automobilvermietungsunternehmen oder eine Automobilleasinggesellschaft zugelassen“ ist.

## Chronologie
Am 14. Oktober 2008 schlug Matthias Wissmann, Präsident des Verbandes der Automobilindustrie (VDA), die Einführung von „Umweltprämien (zur Verschrottung)“ als Investitionsanreiz vor. Im Dezember wurde dieser Vorschlag von Frank-Walter Steinmeier übernommen und in der Politik diskutiert. Am 14. Januar 2009 beschloss das Bundeskabinett die Einführung der Abwrackprämie. Der Förderrahmen wurde auf 1,5 Milliarden Euro und damit bei einer Prämie von im Einzelfall je 2.500 Euro auf höchstens 600.000 Fahrzeuge begrenzt. Die Kosten der Verwaltung sind vom Förderrahmen noch abzuziehen, Schätzungen gingen von höchstens 598.000 förderbaren Fällen aus. Der Antrag musste beim BAFA per Post mit folgenden Unterlagen eingereicht werden: Kopien der Fahrzeugpapiere des Alt- und des Neufahrzeugs, der Verschrottungsnachweis des Altfahrzeugs und Kaufnachweis des Neufahrzeugs. Vollständige Anträge werden in der Reihenfolge des Eingangs bearbeitet und gelangen schließlich zur Zuteilung der Prämie (Windhundverfahren).
Am 7. März 2009 trat die Richtlinie zur Förderung des Absatzes von Personenkraftwagen in Kraft. Ab diesem Zeitpunkt musste dem Antrag der Fahrzeugbrief des verschrotteten Fahrzeugs im Original beigefügt werden.
Im März 2009 meldete die Automobilbranche Rekordumsätze durch erhöhte Verkaufszahlen von Jahreswagen. Bei linearem Antragsverlauf war eine Erschöpfung des Fördertopfes etwa Anfang Mai absehbar. Lieferfristen für neue Kleinwagen stiegen auf mehrere Monate.
Am 25. März 2009 einigte sich die Bundesregierung auf eine Aufstockung des Fördervolumens und eine Verlängerung der Umweltprämie bis zum 31. Dezember 2009.
Am 30. März 2009 wurde das Antragsverfahren auf ein elektronisches Reservierungsverfahren umgestellt. Damit sollten die Käufer von Neuwagen mit langen Lieferfristen Planungssicherheit erhalten. Anträge, die am 29. März den bisherigen Forderungen genügten, konnten bis Mitte April per Post gestellt werden. Bei Erbfällen konnte die Umweltprämie für Altfahrzeuge des Erblassers geltend gemacht werden.
Bis 2. April gingen trotz massiver technischer Probleme des elektronischen Reservierungsverfahrens 666.227 Reservierungsanträge ein. Damit stieg die Zahl beantragter oder reservierter Prämien auf 1.135.376 mit einem Volumen von 2,8 Mrd. Euro. Um das finanzielle Risiko der zuvor angekündigten Verlängerung der Umweltprämie zu verringern, sollte die Höhe der Prämie reduziert oder gestaffelt werden.
Am 6. April einigten sich Bundeskanzlerin Merkel, Bundesfinanzminister Steinbrück, Vizekanzler Steinmeier und Bundeswirtschaftsminister zu Guttenberg, den Förderrahmen von 1,5 Mrd. auf 5 Mrd. Euro zu erhöhen. Die Höhe der Umweltprämie je gefördertem Fahrzeug blieb unverändert bei 2.500 Euro. Damit konnten – ohne Berücksichtigung der Verwaltungskosten – maximal 2 Mio. Fahrzeuge gefördert werden.
Anfang Juli wurde veröffentlicht, dass die Umweltprämie noch vor der Bundestagswahl 2009 auslaufen würde. Die Landesvorsitzenden der saarländischen und niedersächsischen SPD – Heiko Maas und Garrelt Duin – forderten daraufhin, die Prämie unabhängig von der Anzahl der Anträge bis Jahresende zu gewähren, also das Fördervolumen erneut aufzustocken. Der Vorschlag wurde von Politik, Zentralverband des Deutschen Kfz-Gewerbes und Verkehrsclub Deutschland stark kritisiert. Er verstärke den Absatzeinbruch im Folgejahr, sei Stimmenfang und nütze vor allem ausländischen Herstellern.
Am Vormittag des 2. September 2009 gab das BAFA das Ende der Aktion bekannt, da sämtliche Mittel aufgebraucht seien. 15.000 Antragsteller kamen auf eine Warteliste, um nachzurücken, wenn Mittel aus abgelehnten Anträgen frei werden. Diese Mittel für die Warteliste waren am 14. Oktober 2009 aufgebraucht.
Am 31. Juli 2010 endete die Frist zur Einreichung der vollständigen Unterlagen. Laut BAFA waren zu diesem Zeitpunkt – von wenigen Sonderfällen abgesehen – alle Anträge bearbeitet.

## Eingereichte Anträge

### Anzahl der eingereichten Anträge
Das BAFA gab auf seiner Homepage an jedem Arbeitstag die Anzahl der bis zum vorangegangenen Arbeitstag eingereichten Anträge bekannt, seit Einführung des Reservierungsverfahrens auch die hierüber eingegangenen. Die Anzahl der wöchentlich eingereichten Anträge lag zunächst lange Zeit bei ca. 40.000 und stieg zum Start des Reservierungsverfahrens dann deutlich an:
| Woche      | in die- ser KW | insgesamt |
| ---------- | -------------- | --------- |
| 6. KW      | 21.995         | 21.995    |
| 7. KW      | 38.735         | 60.730    |
| 8. KW      | 44.110         | 104.840   |
| 9. KW      | 45.882         | 150.722   |
| 10. KW     | 50.747         | 201.469   |
| 11. KW     | 45.384         | 246.853   |
| 12. KW     | 68.639         | 315.492   |
| 13. KW     | 91.851         | 407.343   |
| 14. KW     | 786.365        | 1.193.708 |
| 15. KW     | 55.981         | 1.249.689 |
| 16. KW     | 43.366         | 1.293.055 |
| 17. KW     | 41.559         | 1.334.614 |
| 19. KW     | 45.009         | 1.408.033 |
| 20. KW     | 41.050         | 1.449.083 |
| 21. KW     | 26.430         | 1.475.513 |
| 22. KW     | 47.538         | 1.523.051 |
| 23. KW     | 31.782         | 1.554.833 |
| 24. KW     | 23.700         | 1.578.533 |
| 25. KW     | 45.400         | 1.623.933 |
| 26. KW     | 38.151         | 1.662.084 |
| 27. KW     | 39.036         | 1.701.120 |
| 28. KW     | 39.331         | 1.740.451 |
| 29.–31. KW | −33.612        | 1.706.839 |
| 32. KW     | 39.428         | 1.746.267 |

Zwischen der 29. und 31. KW wurde die Anzahl der Anträge aufgrund vieler doppelter Anträge nach unten korrigiert, so dass der Stand zum 2. August 2009 bei 1.706.839 Anträgen lag.

### Zulassungen von Neufahrzeugen und Jahreswagen, Verschrottungen von Altfahrzeugen
Aufgeführt sind Anzahl und Anteil der Zulassungen von Neufahrzeugen und Jahreswagen sowie der Verschrottungen von Altfahrzeugen der Marken nach dem Abschlussbericht des BAFA. Die Zahlen basieren auf 1.933.090 Verwendungsnachweisen, die zwischen dem 27. Januar 2009 und dem 31. Juli 2010 eingereicht wurden, und für die die Umweltprämie ausgezahlt worden ist.
| Marke      | Anzahl    | Anteil   |
| ---------- | --------- | -------- |
| Alfa Romeo | 4.921     | 0,31 %   |
| Audi       | 31.619    | 2,01 %   |
| BMW        | 17.288    | 1,10 %   |
| Cadillac   | 5         | < 0,01 % |
| Chevrolet  | 18.804    | 1,20 %   |
| Chrysler   | 252       | 0,02 %   |
| Citroën    | 41.040    | 2,61 %   |
| Dacia      | 73.647    | 4,69 %   |
| Daihatsu   | 6.085     | 0,39 %   |
| Dodge      | 488       | 0,03 %   |
| Fiat       | 109.480   | 6,97 %   |
| Ford       | 103.518   | 6,59 %   |
| GM         | 30        | < 0,01 % |
| Honda      | 16.700    | 1,06 %   |
| Hyundai    | 50.043    | 3,19 %   |
| Jeep       | 173       | 0,01 %   |
| Kia        | 28.361    | 1,81 %   |
| Lada       | 3.367     | 0,21 %   |
| Lancia     | 817       | 0,05 %   |
| Land Rover | 164       | 0,01 %   |
| Lexus      | 30        | < 0,01 % |
| Mazda      | 20.459    | 1,30 %   |
| Mercedes   | 10.809    | 0,69 %   |
| MG Rover   | 54        | < 0,01 % |
| Mini (BMW) | 5.994     | 0,38 %   |
| Mitsubishi | 14.859    | 0,95 %   |
| Nissan     | 41.038    | 2,61 %   |
| Opel       | 160.371   | 10,22 %  |
| Peugeot    | 60.997    | 3,89 %   |
| Porsche    | 43        | < 0,01 % |
| Renault    | 62.626    | 3,99 %   |
| Saab       | 47        | < 0,01 % |
| Seat       | 36.415    | 2,32 %   |
| Škoda      | 131.998   | 8,41 %   |
| Smart      | 6.783     | 0,43 %   |
| SsangYong  | 19        | < 0,01 % |
| Subaru     | 2.616     | 0,17 %   |
| Suzuki     | 33.918    | 2,16 %   |
| Toyota     | 68.806    | 4,38 %   |
| Volvo      | 2.728     | 0,17 %   |
| VW         | 401.286   | 25,57 %  |
| sonstige   | 966       | 0,06 %   |
| Summe      | 1.569.664 | 100%,00  |

| Marke      | Anzahl  | Anteil   |
| ---------- | ------- | -------- |
| Alfa Romeo | 654     | 0,18 %   |
| Audi       | 13.522  | 3,72 %   |
| BMW        | 9.465   | 2,60 %   |
| Chevrolet  | 6.054   | 1,67 %   |
| Chrysler   | 292     | 0,08 %   |
| Citroën    | 7.430   | 2,04 %   |
| Dacia      | 1.530   | 0,42 %   |
| Daihatsu   | 1.426   | 0,39 %   |
| Dodge      | 261     | 0,07 %   |
| Fiat       | 18.166  | 5,00 %   |
| Ford       | 36.321  | 9,99 %   |
| GM         | 80      | 0,02 %   |
| Honda      | 4.089   | 1,13 %   |
| Hyundai    | 18.714  | 5,15 %   |
| Jaguar     | 13      | < 0,01 % |
| Jeep       | 160     | 0,04 %   |
| Kia        | 5.153   | 1,42 %   |
| Lada       | 169     | 0,05 %   |
| Lancia     | 863     | 0,24 %   |
| Land Rover | 71      | 0,02 %   |
| Mazda      | 7.395   | 2,03 %   |
| Mercedes   | 22.199  | 6,11 %   |
| Mini (BMW) | 1.749   | 0,48 %   |
| Mitsubishi | 3.598   | 0,99 %   |
| Nissan     | 9.187   | 2,53 %   |
| Opel       | 51.499  | 14,17 %  |
| Peugeot    | 11.927  | 3,28 %   |
| Porsche    | 19      | 0,01 %   |
| Renault    | 17.721  | 4,88 %   |
| Saab       | 70      | 0,02 %   |
| Seat       | 11.605  | 3,19 %   |
| Škoda      | 13.445  | 3,70 %   |
| Smart      | 3.658   | 1,01 %   |
| Subaru     | 1.308   | 0,36 %   |
| Suzuki     | 5.244   | 1,44 %   |
| Toyota     | 9.076   | 2,50 %   |
| Volvo      | 1.755   | 0,48 %   |
| VW         | 65.282  | 17,96 %  |
| sonstige   | 2.256   | 0,62 %   |
| Summe      | 363.426 | 100%,00  |

| Marke      | Anzahl    | Anteil   |
| ---------- | --------- | -------- |
| Alfa Romeo | 4.088     | 0,21     |
| Audi       | 64.437    | 3,33     |
| Austin     | 421       | 0,02     |
| BMW        | 48.789    | 2,52     |
| Cadillac   | 25        | < 0,01 % |
| Chevrolet  | 7.986     | 0,41     |
| Chrysler   | 2.695     | 0,14     |
| Citroën    | 25.769    | 1,33     |
| Daihatsu   | 10.725    | 0,55     |
| Fiat       | 90.004    | 4,66     |
| Ford       | 246.406   | 12,75    |
| GM         | 203       | 0,01     |
| HDPIC      | 368       | 0,02     |
| Honda      | 22.398    | 1,16     |
| Hyundai    | 14.062    | 0,73     |
| Isuzu      | 11        | < 0,01 % |
| Jaguar     | 51        | < 0,01 % |
| Jeep       | 445       | 0,02     |
| Kia        | 7.781     | 0,40     |
| Lada       | 1.104     | 0,06     |
| Lancia     | 5.374     | 0,28     |
| Land Rover | 228       | 0,01     |
| Mazda      | 47.069    | 2,43     |
| Mercedes   | 46.256    | 2,39     |
| Mercury    | 6         | < 0,01 % |
| MG Rover   | 7.205     | 0,37     |
| Mitsubishi | 27.928    | 1,44     |
| Nissan     | 61.852    | 3,20     |
| Opel       | 378.530   | 19,58    |
| Peugeot    | 57.898    | 3,00     |
| Pontiac    | 186       | 0,01     |
| Porsche    | 112       | 0,01     |
| Proton     | 1.159     | 0,06     |
| Renault    | 134.966   | 6,98     |
| Saab       | 1.651     | 0,09     |
| Seat       | 38.245    | 1,98     |
| Škoda      | 14.716    | 0,76     |
| Smart      | 3.305     | 0,17     |
| SsangYong  | 56        | < 0,01 % |
| Subaru     | 6.024     | 0,31     |
| Suzuki     | 24.015    | 1,24     |
| Toyota     | 38.900    | 2,01     |
| Trabant    | 1.819     | 0,09     |
| Volvo      | 9.241     | 0,48     |
| VW         | 476.654   | 24,66    |
| Wartburg   | 248       | 0,01     |
| sonstige   | 1.679     | 0,09     |
| Summe      | 1.933.090 | 100%,00  |

#### Veränderung des Fahrzeugbestandes
Aufgeführt ist die Veränderung des Fahrzeugbestandes der Marken durch Zulassungen von Neufahrzeugen abzüglich Verschrottungen von Altfahrzeugen nach dem Abschlussbericht des BAFA. Die Zahlen basieren auf 1.933.090 Verwendungsnachweisen, die zwischen dem 27. Januar 2009 und dem 31. Juli 2010 eingereicht wurden, und für die die Umweltprämie ausgezahlt worden ist.
| Marke      | Bilanz    | Marke      | Bilanz  | Marke      | Bilanz    |
| ---------- | --------- | ---------- | ------- | ---------- | --------- |
| Alfa Romeo | + 833     | Cadillac   | − 20    | Honda      | − 5.698   |
| Lada       | + 2.263   | SsangYong  | − 37    | Volvo      | − 6.513   |
| Peugeot    | + 3.099   | Land Rover | − 64    | MG Rover   | − 7.151   |
| Smart      | + 3.478   | Porsche    | − 69    | Mitsubishi | − 13.069  |
| Suzuki     | + 9.903   | GM         | − 173   | Nissan     | − 20.814  |
| Chevrolet  | + 10.818  | Jeep       | − 272   | Mazda      | − 26.610  |
| Citroën    | + 15.271  | Saab       | − 1.604 | BMW        | − 31.501  |
| Fiat       | + 19.476  | Seat       | − 1.830 | Audi       | − 32.818  |
| Kia        | + 20.580  | Chrysler   | − 2.443 | Mercedes   | − 35.447  |
| Toyota     | + 29.906  | Subaru     | − 3.408 | Renault    | − 72.340  |
| Hyundai    | + 35.981  | Lancia     | − 4.557 | VW         | − 75.368  |
| Škoda      | + 117.282 | Daihatsu   | − 4.640 | Ford       | − 142.888 |
|            |           |            |         | Opel       | − 218.159 |

## Bewertung

### Ökologische Bilanz

Autofriedhof, September 2009

Die Umweltprämie sollte einen Beitrag zur Reduzierung der Schadstoffbelastung der Luft leisten, wobei unterstellt wurde, dass die neu erworbenen Fahrzeuge umweltverträglicher seien als die verschrotteten Fahrzeuge.
Bereits zu Beginn der Umweltprämie wurden bezüglich des ökologischen Nutzens der Umweltprämie mehrere Kritikpunkte angebracht.
- Die Herstellung als Teil der Ökobilanz verursacht einen Großteil der Gesamtemissionen eines Autos und benötigt einen erheblichen Anteil am gesamten Primärenergiebedarf.[18][19][20] Daher kann die vorzeitige Entsorgung unökologisch sein, da sie ohne Rücksicht auf den technischen Zustand durchgeführt wird.[21]
- Typischerweise sind heutige Fahrzeuge schwerer gebaut und stärker motorisiert als Altfahrzeuge gleicher Kategorie, sodass sich die CO2-Emission durch den Herstellungsprozess und den Verbrauch wenig von ihren Vorgängermodellen unterscheidet.
- Der Ausstoß des Treibhausgases CO2 war für die Gewährung der Umweltprämie unwesentlich, da die für das neue Fahrzeug geforderte Abgasnorm Euro 4 keine CO2-Grenzwerte beachtet. Darüber hinaus erfüllte etwa die Hälfte der von der Prämie erfassten Altfahrzeuge die Euro-2-Norm.
- Eine Verringerung der Emissionen durch Nachrüstung von Abgaskatalysatoren bzw. Dieselrußpartikelfiltern bei Erhalt bestehender Kraftfahrzeuge und die damit verbundene Vermeidung der Herstellungsenergie wurde von der Prämie nicht gefördert.
- Wegen der Prämie wurden Fahrzeuge verschrottet, die normalerweise nach Osteuropa, Afrika oder in den arabischen Raum verkauft worden wären, wo sie noch ältere und umweltschädlichere Fahrzeuge ersetzt hätten.

#### StudieAbwrackprämie und Umwelt – eine erste Bilanz
Eine Studie im Auftrag des Bundesministeriums für Umwelt, Naturschutz und Reaktorsicherheit (BMU) untersuchte die Auswirkungen auf die Umwelt und basierte im Wesentlichen auf Daten bis Juli 2009.
Die Studie kommt zu folgenden Ergebnissen:
- Die Prämie verzichte auf ökologische Bedingungen, erzwinge die Verschrottung von Altfahrzeugen, fixiere auf den Automobilbereich und stehe daher in der Kritik.
- Der ökologische Nachteil einer um ein Jahr vorgezogenen Entsorgung werde bereits nach 6000 km (entspricht 7,2 Monaten) durch geringere Emissionen und Verbrauch des Neufahrzeugs kompensiert. Diese Aussage basiert auf folgenden Annahmen: 4,5 t CO2-Emission für Produktion und Entsorgung des Fahrzeugs, Nutzungsdauer 15,4 Jahre, Jahresfahrleistung 10.000 km, Verbrauchsverbesserung 1,7 l/100 km. Produktionsbedingte Abfälle, Reststoffe, Abwärme und Abwasser wurden nicht berücksichtigt.[22]
- Das Durchschnittsalter der abgewrackten Fahrzeuge liege bei 14,4 Jahren und entspreche dem Durchschnittsalter, mit dem Fahrzeuge auch vor der Umweltprämie außer Betrieb genommen und abgemeldet wurden.
- Der durchschnittliche Schadstoffausstoß gehe durch den „Austausch“ von Alt- gegen Neufahrzeugen wie folgt zurück: Rußpartikel 99 %, Stickoxide 87 %, Kohlenmonoxid 74 %, CO2 20 %. Der Treibstoffverbrauch liege ebenso um 20 % niedriger. Das führe in der Summe zur Einsparung von gut 340 Mio. Liter Kraftstoff bzw. 1.000.000 t CO2 pro Jahr, was unter 1 % der gesamten PKW-Emissionen in Deutschland entspreche.

Die Studie folgerte: „Zur CO2-Minderung des Pkw-Verkehrs tragen die neuen Pkw kaum bei – dazu sind es zu wenige“. Hingegen sei die Lärmemission der Neufahrzeuge geringer. Inwieweit die Umweltprämie zur Reduzierung der Schadstoffemissionen beitrage, sei differenziert zu sehen: Mitnahmeeffekte ergäben keinen zusätzlichen Umweltnutzen, vorgezogene Käufe allenfalls eine frühere Entlastung.

### Erwarteter Erfolg für die deutsche Wirtschaft

#### Automobilhersteller
Der Großteil des Absatzes der deutschen Automobilindustrie erfolgt durch Export, dieser wurde durch eine Prämie nicht beeinflusst. Die Umweltprämie brachte unterproportionale Vorteile für die heimischen Unternehmen, da die von den Altwagenbesitzern bevorzugten, billigen Fahrzeuge überwiegend von ausländischen Herstellern importiert wurden: Vor Einführung der Umweltprämie lag der Marktanteil ausländischer PKW-Hersteller über Jahre konstant bei etwa 36 %. Nach Einführung der Prämie stieg der Anteil bis März 2009 sprunghaft auf 46,5 %, unter anderem auch wegen der in diesen Zahlen enthaltenen Firmenfahrzeuge, die nicht gefördert werden. Von Januar bis März hatten die Marken Hyundai (149 %), Suzuki (110 %) und Fiat (101 %) die stärksten Umsatzzuwächse gegenüber dem Vorjahr.
Befürworter der Umweltprämie sind der Meinung, sie habe das Einbrechen des Automarktes in Deutschland in der Wirtschaftskrise verhindert.
Von Januar bis Mai 2009 sank der Umsatz der deutschen Automobilhersteller und -zulieferer gegenüber dem Vorjahreszeitraum um 32,5 %. Dabei ging der Inlandsumsatz um 20,9 % zurück, der von der deutschen Umweltprämie nicht beeinflusste Auslandsumsatz sogar um 39,8 %. Im Inlandsumsatz sind auch Zulieferer für die exportierten Automobile enthalten, wodurch dieser Rückgang zumindest zum Teil auf den einbrechenden Export zurückzuführen ist. Der Import ausländischer Neuwagen erhöhte sich hingegen um 11 %.
Die Zahl der Neuzulassungen von PKW lag von Januar bis August 2009 um 26,8 % höher als im Vorjahreszeitraum, das entspricht einem Zuwachs von etwa 565.000 Fahrzeugen.
Ferdinand Dudenhöffer sagte, die Prämie habe vor allem ausländischen Herstellern von günstigen Kleinwagen geholfen und sei deshalb „ein klassisches Eigentor“ gewesen.

#### Deutsche Fertigungsstätten
Da auch die deutschen Hersteller ihre kleineren und preiswerteren Fahrzeuge zum Teil im Ausland produzieren lassen, profitierten neben den deutschen auch die ausländischen Fertigungsstätten der deutschen Hersteller.
Das Premiumsegment hingegen ist überwiegend von nicht geförderten Firmen- und Geschäftsfahrzeugen geprägt, deren Restwert den Betrag der Umweltprämie oft überstieg.

### Volkswirtschaftliche Auswirkungen
Die Umweltprämie wird kritisiert, da sie die Vernichtung der wirtschaftlichen Werte fördere, die die Altfahrzeuge noch darstellen.
Kritiker argumentierten, die Umweltprämie lenke Gelder der Verbraucher in den Automarkt. In der Folge würden diese Geldmittel für den privaten Konsum in anderen Branchen fehlen. Insbesondere der Einzelhandel, aber auch die Tourismusindustrie verzeichne daher Umsatzeinbußen.
Während im 1. Halbjahr 2009 die Ausgaben für den Kauf von KFZ um 23 % stiegen, ging der private Konsum ohne Kraftfahrzeuge um 1,0 % zurück. Insgesamt entsprach dies einer Zunahme des privaten Konsums um 0,1 %.
Auch wurde gewarnt, dass die private Überschuldung durch unüberlegte und auf Kredit finanzierte Autokäufe zunehmen könne.

### Nachhaltiger Nutzen
Nach Auslaufen der Prämie sanken die Neuwagenumsätze in Deutschland deutlich: Im ersten Halbjahr 2010 gingen die Neuzulassungen deutscher Marken gegenüber dem Vorjahr um 28 % zurück (darunter Ford 40 %, Opel und VW je 37 %), Neuzulassungen ausländischer Marken um 39 % (darunter Fiat 50 %, Toyota und Suzuki je 48 %). Dies war bereits im Vorfeld erwartet worden.
Kritiker waren 2009 der Meinung, die Prämie würde lediglich die Lösung struktureller Probleme der Automobilindustrie verzögern und damit vergrößern. Durch die Verlängerung und Aufstockung der Prämie würde der zu erwartende Einbruch in der Automobilindustrie auf die Zeit nach der Bundestagswahl 2009 verschoben.
Aufgrund des weltweiten Aufschwungs erreichten die Exporte deutscher Automobilhersteller 2010 wieder in etwa das Niveau wie vor der Krise. Dadurch konnte der Rückgang des Inlandsabsatzes nach Auslaufen der Umweltprämie kompensiert werden. Befürworter sahen sich bestätigt, mit der Umweltprämie „eine Brücke gebaut“ zu haben, die im Krisenjahr zahlreiche Arbeitsplätze gerettet habe.
Der Umsatz für Schrotthändler stieg durch die Umweltprämie stark an, allerdings ging der Gewinn aufgrund der deutlich gesunkenen Schrottpreise stark zurück. Teilweise mussten Kunden, die ihre Autos verschrotten ließen, für die Verschrottung zuzahlen. Es wurde erwartet, dass sich dieser Effekt nach dem Auslaufen der Prämie umkehren würde, wenn viele Altfahrzeuge verschrottet seien und wenig Nachschub für die Autoverwerter am Markt sei.

### Gebrauchtwagenhandel
Die Auswirkungen auf den inländischen Gebrauchtwagenhandel werden unterschiedlich bewertet: Kritiker sahen sich in der Prognose bestätigt, der Gebrauchtwagenhandel werde einbrechen. Dem wurde entgegnet, die Zahl der umgeschriebenen PKW sei 2009 nur um 1,6 % im Vergleich zum Vorjahr zurückgegangen. Die Zahl enthält allerdings auch Ummeldungen prämienbegünstigter Jahreswagen (bis Anfang August 30 % aller geförderten Fahrzeuge) und Privatverkäufe, die ohne klassischen Gebrauchtwagenhandel durchgeführt werden.

### Werkstätten
Die Umweltprämie geht zu Lasten der Werkstätten, die überwiegend Wartungs- und Reparaturarbeiten an PKW erbringen, da der verjüngte Fahrzeugbestand weniger reparaturbedürftig ist und Neuwagenkäufer vermehrt Vertragswerkstätten in Anspruch nehmen. Bereits in den ersten fünf Monaten 2009 ging der Umsatz um 3,8 % zurück.

### Kulturelle Auswirkungen
Gegner der Umweltprämie befürchteten das Aussterben einer ganzen Fahrzeuggeneration und das Verschwinden erhaltungswürdigen Kulturgutes von den Straßen. Betroffen seien vor allem Fahrzeuge, die vom Oldtimerstatus noch einige Jahre entfernt waren und deren Restwert unterhalb des Wertes der Umweltprämie lag.
Entgegen diesen Befürchtungen waren jedoch bei Young- und Oldtimern, also bei Fahrzeugen ab 15 Jahren, kaum Auswirkungen der Umweltprämie spürbar.

### Windhundverfahren
Die Prämie stand „unter dem Vorbehalt der Verfügbarkeit der veranschlagten Haushaltsmittel und erfolgt erschöpfend nach der Reihenfolge des Eingangs der vollständigen Anträge (Windhundverfahren)“.
Bei dem Verfahren, das zum 27. März 2009 galt, musste das Altfahrzeug verschrottet und das neue Fahrzeug zugelassen sein, bevor der Antrag gestellt werden konnte. Käufer von Fahrzeugen mit langen Lieferzeiten waren im Windhundverfahren benachteiligt. Das Verfahren wurde deshalb geändert, sodass die Umweltprämie ab 30. März durch Vorlage eines gültigen Kaufvertrags reserviert werden konnte. Diese Regelung galt auch für bereits gekaufte und noch nicht gelieferte und angemeldete Fahrzeuge.

### Missbrauch
Die für die Prämie notwendigen Unterlagen, die im ursprünglichen Entwurf gefordert waren, ließen sich leicht fälschen oder manipulieren. ADAC und der Bund Deutscher Kriminalbeamter (BDK) sahen die Gefahr, dass die Umweltprämie in großem Stil für Betrug missbraucht werden könnte. Im August 2009 vermutete der BDK, dass bis zu 50.000 Fahrzeuge, die in der Schrottpresse hätten landen sollen, nach Afrika und Osteuropa transportiert worden sein könnten. Kritiker sahen in der Prämie daher ein „Konjunkturpaket für die organisierte Kriminalität“.
Um das Missbrauchsrisiko zu verringern, verlangte die verabschiedete Förderrichtlinie für die Antragsstellung zusätzlich das „Original der entwerteten Zulassungsbescheinigung Teil II (Fahrzeugbrief)“.

### Online-Verfahren
Wenige Minuten nach Start des Online-Verfahrens am 30. März 2009 war die entsprechende Internetseite des BAFA kaum noch erreichbar, Reservierungsvorgänge konnten nicht abgeschlossen werden und Bestätigungs-Mails wurden nicht verschickt. Die Fehler konnten auch in den folgenden Tagen nicht behoben werden. Das BAFA gab an, es gebe „irgendwo im Internet einen Engpass“, die Schwierigkeiten lägen nicht in seinem Einflussbereich. Ursache sei möglicherweise, dass die zahlreichen Anträge von Internet-Knotenpunkten als Denial-of-Service-Attacke gewertet würden. Externe Kritiker machen hingegen konzeptionelle Fehler der Website und den Dienstleister, der vom BAFA beauftragt wurde, verantwortlich. In seinem Abschlussbericht stellt das BAFA fest, dass die Zugriffszahlen bei der Konzeption bei weitem unterschätzt wurden.
Im Zuge der Pannen wurden vom BAFA Bestätigungs-Mails mit personenbezogenen Daten irrtümlich an die falschen Antragsteller geschickt; damit wurde gegen den Datenschutz verstoßen.
Ferner wurden personenbezogene Daten unverschlüsselt versendet, weil die Datenverschlüsselung bei der Konzeption „schlichtweg übersehen“ worden sei. Sie wurde nachträglich implementiert.

### Anrechnung auf Hartz-IV-Leistungen
Fraglich war, ob Empfänger von Arbeitslosengeld II („Hartz IV“) die Umweltprämie beanspruchen können. Die Bundesregierung erklärte, dass der Betrag von 2.500 Euro auf die Grundsicherung angerechnet werde. In der Rechtsprechung der Landessozialgerichte zeichnete sich allerdings die Tendenz zur Bewertung als zweckbestimmte Einnahme ab. Wenn die korrekte Verwendung nachgewiesen wurde und geltende Freibeträge für Fahrzeuge eingehalten wurden, führte die Umweltprämie nicht zur Kürzung der Leistungen.

### Ideengeber
Die Prämie war zunächst eine Idee der SPD, deren Verwirklichung von der Automobilbranche und dem Vorsitzenden des VDA Matthias Wissmann forciert wurde.

## Diskussion um Neuauflage der Prämie nach Corona
Im Zuge der Diskussion um staatliche Finanzhilfen für Wirtschaftsbranchen für die Zeit nach der Corona-Pandemie wurde die Neuauflage der Prämie für Autokäufe diskutiert. Unter anderem die Ministerpräsidenten von Niedersachsen, Baden-Württemberg und Bayern forderten laut Medienberichten Zuschüsse zum Kauf von Neuwagen in Höhe von 3.000 Euro für Fahrzeuge mit Benzin und Dieselantrieb und 7.000 Euro pro Fahrzeug für Fahrzeuge mit Hybrid- oder Elektroantrieb.
Gegen eine solche Förderung positionierten sich unter anderem große Teile der SPD, der Grünen und der FDP, Umweltverbände wie Fridays for Future, Campact, Changing Cities und der ADFC, der Bundesverband der Verbraucherzentralen, der Automobilexperte Ferdinand Dudenhöffer, die Wirtschaftsweise Monika Schnitzer sowie die Deutsche Bank. Als Kritik an der Kaufförderung wurden folgende Punkte formuliert: Die Prämie komme hauptsächlich ausländischen Herstellern zugute, während inländische Hersteller kaum davon profitieren würden. Auch ökonomisch ergebe sie für die Unternehmen keinen Sinn, da Autokäufer ihre Käufe durch eine Prämie nur vorziehen würden und nach Auslaufen der Prämie der Markt wieder einbrechen würde. Weiterhin mache sie Klimaschutzbemühungen zunichte, da sie lediglich den Kauf neuer Fahrzeuge mit meist höherem Verbrauch fördere und daneben noch für mehr Autos auf den Straßen sorge, da sie den Kauf von Neuwagen ohne Bedingung der Verschrottung alter Fahrzeuge fördert.
Am 5. Mai 2020 diskutierten während eines Treffens im Kanzleramt die Kanzlerin, der Finanzminister, die Umweltministerin sowie die Ministerpräsidenten von Niedersachsen, Baden-Württemberg und Bayern die Forderung nach der Kaufprämie und beschlossen die Bildung einer Arbeitsgruppe und eine Entscheidung im Juni 2020. Das Treffen wurde von Protesten u. a. von Fridays for Future und anderen zivilgesellschaftlichen Organisationen begleitet.

## Ähnliche Instrumente
- Das US-Programm "Car Allowance Rebate System" im Juli und August 2009.
- Abwrackaktion für Schiffe 1932 bis 1934
- Umweltbonus als Instrument zur Marktaktivierung etwa für Elektroautos, oder zum Ausgleich von Marktverzerrungen und Herstellung von Kostenwahrheit bezüglich der Umweltkosten
- Umweltprämie für Heizungsanlagen